# 八的暁
八的 暁（やまと あきら、1968年12月29日 - ）は、日本のゲームクリエイター、漫画家、イラストレーター、グラフィックデザイナー。岡山県玉野市出身、赤磐市在住。。大阪芸術大学文芸学科卒業。

## 概要
映像プロダクションなどの職歴を経て、ゲーム開発会社アローマにて企画や開発などを担当していた。
2000年、茜新社の成人向け漫画雑誌『コミックTENMA』で『こども達の晩夏』にて漫画家としてデビュー。以降主に同社や松文館のロリコン系の成人向け漫画雑誌などで主に短編・中編を中心とした執筆活動をしていた。
AMIの初代代表も務めた。
近年は宇高国道フェリーの「うたか3姉妹」や株式会社街の駅・久慈の「こはくちゃん」などのキャラクターデザインや、バイクのグラフィック製作などを手がけている。

## 単行本リスト

### 松文館発行分
- 蔵の中のアリス ISBN 9784790108160（2002年2月）
- 少女幻想 ISBN 9784790109440（2002年11月）
- 八月の幼精 ISBN 9784790111030（2003年8月）
- 少女の名はアリス ISBN 9784790113751（2004年11月）
- 未完成なアリス達 ISBN 9784790114772（2005年5月） - （「少女幻想」の新装改訂版）
- 蔵の中のアリスDX ISBN 9784790116752（2006年3月）

### 茜新社発行分
- 少女フィクション ISBN 9784871825382（2002年10月）
- シミュラークルのアリス ISBN 9784871826839（2004年7月）
- 少女ふう ISBN 9784871827942（2005年10月）
- 少女嗜好 ISBN 9784863490185（2008年3月）